# Calofulcinia
Calofulcinia es un género de mantis  (insectos del orden Mantodea) que cuenta con las siguientes especies. Es originario de Australia.

## Especies
- Calofulcinia australis
- Calofulcinia elegans
- Calofulcinia integra
- Calofulcinia oxynata
- Calofulcinia paraoxypila
- Calofulcinia viridula